# Seltsame Menschen
Seltsame Menschen ist ein 1916 entstandenes deutsches Stummfilmmelodram von Franz Hofer.

## Handlung
Schon vor vielen Jahren hat der strengen moralischen Prinzipien gehorchende Prof. Hellwich seine Ehefrau Ena aus falschen Gründen verstoßen. Um etwaige schmerzhafte Erinnerungen an sie auszulöschen, weil er dies für das Beste für sie hält, hat er seiner Tochter Evelyn stets erzählt, dass ihre Mutter längst gestorben sei. Als Evelyn eines Tages Briefe von ihr findet, die die Aussage des Vaters Lügen strafen, beginnt sie über den Verbleib der Mutter Nachforschungen anzustellen.
Tatsächlich kann sie ihre Mutter ausfindig machen, die heruntergekommen ihr Leben als alternde Tänzerin verbringt. Empört verlässt Evelyn das Elternhaus und geht ganz in der Pflege ihrer Mutter Ena auf. Nachdem die Tochter, die durch Prof. Hellwich ihrer Mutter gegenüber gemachten Anwürfe entkräften und widerlegen kann, steht der Versöhnung der beiden Elternteile nichts mehr im Wege. Gerührt von der unabdingbaren Liebe der Tochter zu ihrer Mutter und vom Eindruck des Wiedersehens mit seiner Gattin nach so langer Zeit, ändert Hellwich seine Haltung. Beide Ehepartner kommen wieder zusammen und beschließen, ihren Lebensabend gemeinsam zu verbringen.

## Produktionsnotizen
Seltsame Menschen entstand im Spätherbst 1916 im Luna-Film-Atelier in Berlins Friedrichstraße 224, passierte die Zensur im Dezember desselben Jahres und erlebte seine Uraufführung Anfang 1917. Der Vierakter besaß eine Länge von 1293 Metern.

## Kritik
Paimann’s Filmlisten resümierte: „Stoff und Photos sehr gut. Spiel und Szenerie recht gut.“